# Laurette ou le Cachet rouge

Laurette ou le Cachet rouge est un film dramatique français réalisé par Jacques de Casembroot d'après Alfred de Vigny, sorti en 1931.

## Synopsis
En 1814, sur le brick qu'il commande, le capitaine se prend d'amitié pour un jeune couple, bien que ces derniers soient des proscrits. Laurette et son mari Paul sont en effet sur le chemin de l'exil après avoir été condamnés par la justice de Napoléon.  Le capitaine a pour mission d'ouvrir au milieu de la traversée une lettre officielle, scellée d'un énorme cachet rouge.

## Fiche technique
- Réalisation : Jacques de Casembroot
- Scénario : d'après la nouvelle éponyme d'Alfred de Vigny, extraite du recueil Servitude et grandeur militaires, éditions Bonnaire-Magen, Paris, 460 pp.
- Photographie : Ganzli Walter
- Musique : Francis Casadesus
- Son : Douglas Pollock, Maurice Carrouet
- Producteurs : André Berthomieu, L. Barbier
- Société de production : Nicaea Films Production
- Pays :  France
- Format :  35 mm (positif & négatif), Noir et blanc - Son mono, 1 x 1,37
- Durée : 67 minutes
- Date de sortie : 5 juin 1931

## Distribution
- Kissa Kouprine : Laurette
- Jim Gérald : le capitaine du brick
- André Allehaut : Paul
- Jean Fay : le lieutenant de cavalerie
- Georges Térof